# Bronów (Góra)
Pour les articles homonymes, voir Bronów.
Bronów est une localité polonaise de la gmina et du powiat de Góra en voïvodie de Basse-Silésie.